# 魚津市立坪野小学校
魚津市立坪野小学校（うおづしりつ つぼのしょうがっこう）は、富山県魚津市坪野にかつて存在した小学校。

## 解説
1914年（大正3年）に設立した松倉村立尋常小学校坪野分教場が前身である。その後松倉村立松倉国民学校坪野分教場→松倉村立松倉小学校坪野分教場→魚津市立松倉小学校坪野分校となり、1977年（昭和52年）4月に独立校となる。1977年（昭和53年）11月に校歌、校章が制定され、1979年（昭和54年）9月に校舎が完成、1980年5月に運動場の整地が完了し、同年8月にはプールが竣工した。
魚津市内で一番生徒数が少なく通学地域の過疎化が進んだ事もあり、2012年3月末で魚津市立松倉小学校と統合する形で閉校した（同年3月25日に閉校式）。2014年現在、校舎は解体され更地となっている。